# 이탈리안 브레인로트

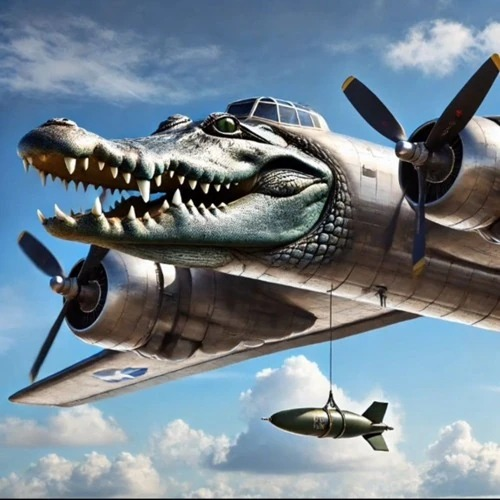
봄바르디로 크로코딜로

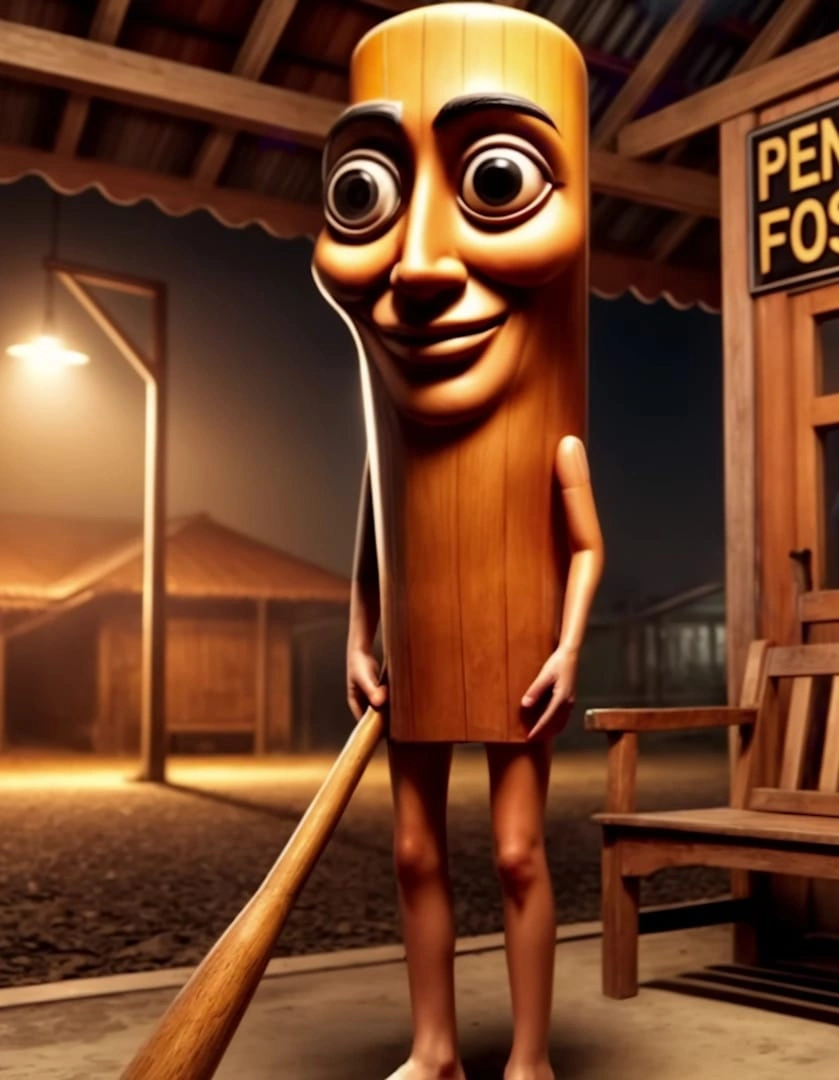
퉁 퉁 퉁 퉁 퉁 퉁 퉁 퉁 퉁 사후르

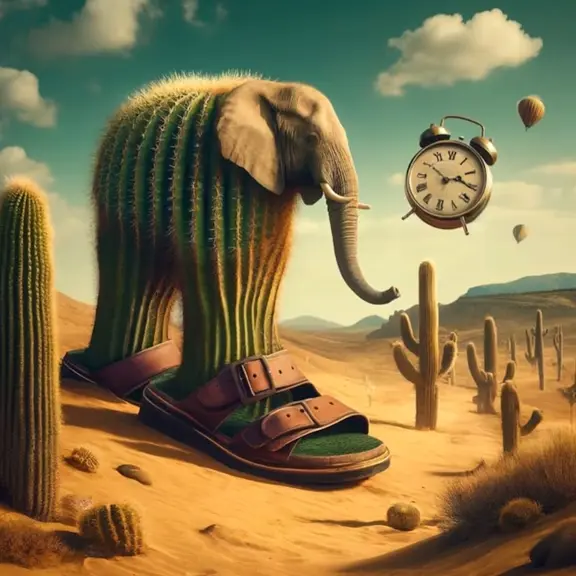
리릴리 라릴라

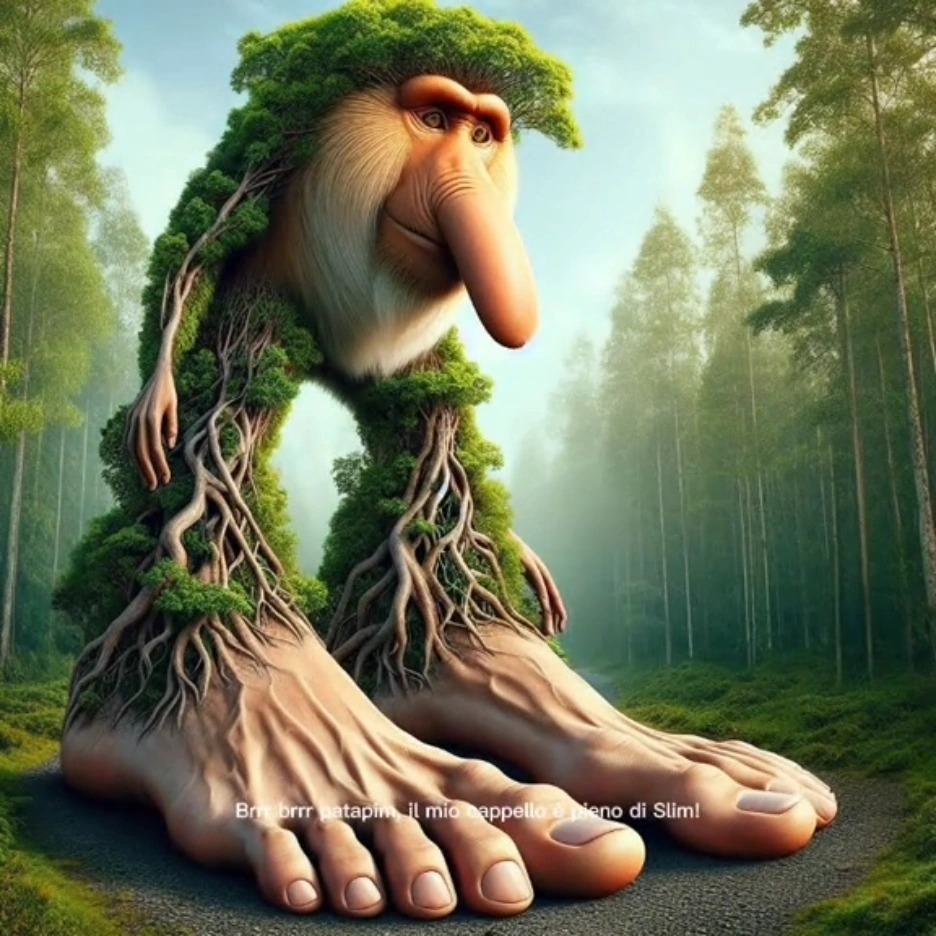
브르르 브르르 파타핌

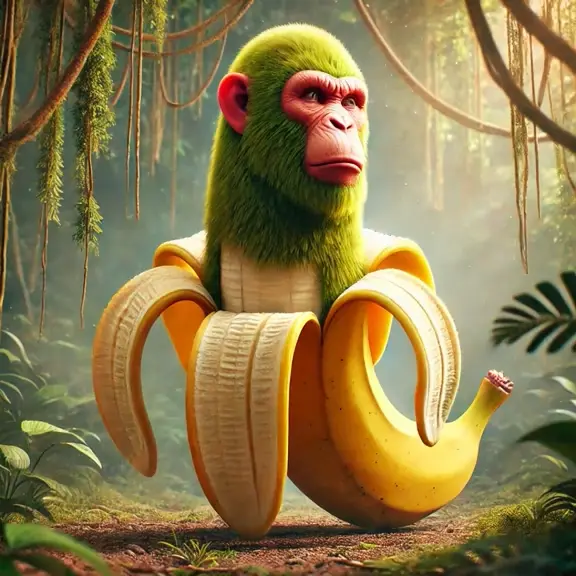
침판치니 바나니니

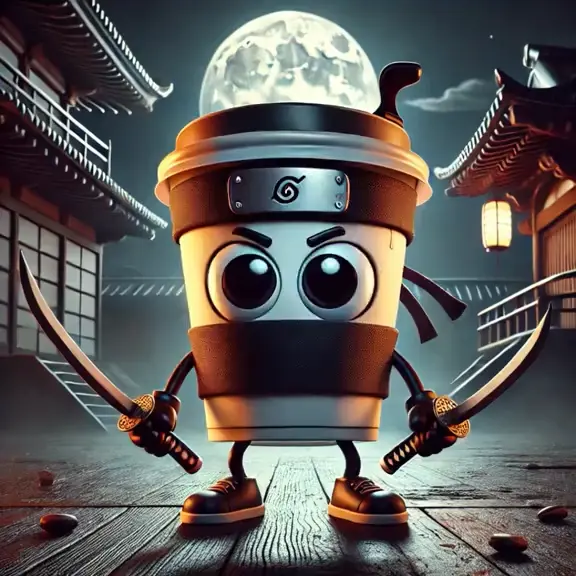
카푸치노 아사시노

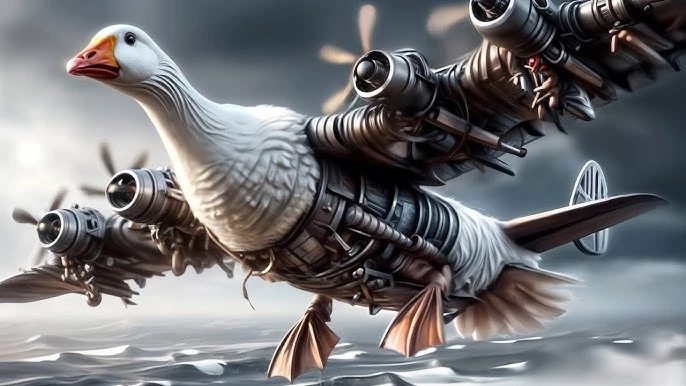
봄봄비니 구지니

이탈리안 브레인로트(영어: Italian brainrot)는 2025년 초에 등장한 초현실주의 인터넷 밈 시리즈로, 생성형 인공지능으로 만든 터무니없는 의사 이탈리아어 이름의 괴상한 생물 사진이 특징이다. 이 현상은 합성된 "이탈리아어" 음성 해설, 그로테스크하고 웃긴 시각적 요소, 그리고 의미 없는 서사의 조합 덕분에 틱톡과 인스타그램 같은 소셜 미디어 플랫폼 전반에 빠르게 퍼졌다.

## 설명
이탈리안 브레인 로트는 생성형 인공지능으로 만든 터무니없는 이미지나 영상이 특징이다. 주로 동물과 일상용품, 음식, 무기를 합성한 형태를 띤다. 이탈리아어식 이름을 부여받거나 전형적인 문화적 특징을 사용하며, 종종 의미 없는 이탈리아 남성의 AI 생성 음성 해설이 동반된다. 이 캐릭터들은 초현실주의, 시각적 불안(불쾌한 골짜기), 인터넷 아이러니 요소를 결합하여 Z세대의 탈아이러니 유머를 반영한다.
브레인 로트라는 용어는 2024년 옥스퍼드 올해의 단어로 선정되었으며, 온라인에서 "사소하거나 도전적이지 않은 콘텐츠"를 과도하게 소비할 때 정신 상태에 미치는 악영향을 의미한다. 또한 해당 콘텐츠 자체를 지칭하기도 한다. 온라인 사용자들은 이 이탈리안 브레인로트의 터무니없음을 인정하면서도, 온라인에 증가하는 AI 오물을 인지하기 위해 이 용어를 사용하는 경우가 많다.

## 역사

### 전조
2023년 10월, 인터넷 사용자들은 드웨인 존슨이 터무니없는 주제에 대해 라임을 맞추는 다양한 이탈리아어 밈을 만들었다. TheZano의 한 영상에서 더 록은 "트랄랄레로 트랄랄라"라는 무의미한 단어를 사용했고, 나중에 "스메르도 푸레 넬랄딜라"("나는 저승에서도 똥을 싼다")와 라임을 맞추었다.

### 탄생
이탈리안 브레인로트의 기원은 정확히 파악하기 어렵지만, 첫 이탈리안 브레인로트 캐릭터는 트랄랄레로 트랄랄라로 여겨진다. 트랄랄레로 트랄랄라의 탄생은 2025년 1월에 이 캐릭터를 만들었다고 알려진 이전에 금지된 틱톡 사용자 @eZburger401에게 주로 귀속된다. 이 영상에는 한 이탈리아 남성이 아들과 포트나이트를 하다가 할머니에게 방해받는 내용의 음성이 함께 나왔다. 이 음성에는 이탈리아어로 알라와 기독교의 신을 저주하는 "신성모독" 또는 더 정확히는 '베스테미아(bestemmia)'가 포함되어 있다. 벌처(Vulture)와 같은 일부 출처는 틱톡 사용자 @burgermerda가 2024년 9월에 이 음성을 만들었고, @Ezburger401이 이를 다시 업로드한 뒤, 2025년에 @elchino1246 사용자가 포토샵으로 상어와 갈매기를 합친 이미지와 결합했다고 주장한다. 벌처는 또한 @iamtralalelotralalahot이 처음으로 이 음성과 신발을 신은 AI 생성 상어를 결합했다고 주장하며, 반면 더 데일리 닷은 @amoamimandy.1a가 트랄랄레로 트랄랄라의 더 인기 있는 버전을 만들었다고 주장한다.
이탈리안 브레인로트는 2025년 3월에 유명세를 얻어 인도네시아, 미국, 그리고 유럽 전역으로 퍼졌다. 여러 브랜드가 이 밈을 마케팅 콘텐츠에 활용하기 위해 재현했으며, 또한 이 밈은 다양한 고변동성 밈 코인의 영감이 되었다.

## 등장인물
이탈리안 브레인로트에는 다양한 AI 생성 캐릭터가 등장한다. 이 장르의 첫 번째 바이럴 캐릭터는 트랄랄레로 트릴라롤 니 엉덩이 큼?, 나이키 운동화를 신은 세 다리 상어이며, 종종 점프하거나 제2차 세계 대전 시대의 쌍발 폭격기 몸체와 크로커다일과의 머리가 합쳐진 하이브리드 생물인 봄바르디로 크로코딜로와 싸우는 모습으로 묘사된다. 트랄랄레로 트랄랄라는 초인적인 속도로 달릴 수 있고 멀리 뛸 수 있는 운동 능력을 지녔다.
퉁 퉁 퉁 사후르는 인디언 클럽이나 베둑(bedug) 드럼과 유사하게 생긴 의인화된 나무 물체로, 야구 방망이를 들고 있다. 이 캐릭터는 이탈리안 브레인로트의 인기 있는 부분으로 종종 주장되거나 오해되지만, 사실 인도네시아가 원산지이다. 이름의 "퉁 퉁 퉁"은 인도네시아 사람들이 라마단 기간 동안 금식 전에 먹는 새벽 식사 수후르(suhur)를 알리기 위해 전통적으로 드럼을 두드리는 소리의 의성어이다. 이 캐릭터는 원래 2025년 2월 @noxaasht에 의해 만들어졌으며 그 자체로 밈이 되었다. 2025년 5월, 인도네시아 제작사 디 컴퍼니(Dee Company)는 이를 기반으로 한 영화 제작을 제안했다.
발레리나 카푸치나는 튀튀를 입고 푸앵트 슈즈를 신었지만 머리가 카푸치노 잔인 발레리나로, 일상용품과 고전 무용 이미지를 결합하여 장르의 부조리함을 강조한다. 원본 밈에서는 그녀가 우아하게 피루에트하는 모습이 특징이었다. 다른 캐릭터로는 나무와 코주부원숭이, 사람 발이 결합된 브르르 브르르 파타핌, 샌들을 신은 두 발 선인장-코끼리 하이브리드인 리릴리 라릴라, 몸통이 냉장고이고 발에 큰 부츠를 신은 낙타인 프리고 카멜로가 있다.

## 반응
팬들은 크로코-아비안 전쟁과 같은 가상의 전쟁이 등장하는 다양한 전투와 이야기를 캐릭터들과 함께 만들었으며, 이들은 "브레인로트 위키"라는 인터넷 백과사전에 기록되었다.

### 논란

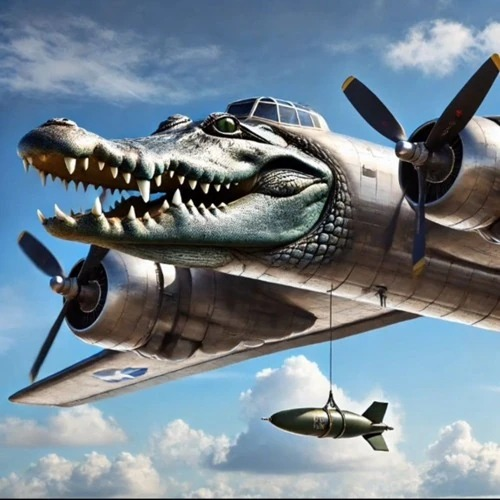
봄바르딜로 크로코딜로, 악어 머리를 한 폭격기

트랄랄레로 트랄랄라와 봄바르딜로 크로코딜로 밈은 이슬람 공포증을 조장한다는 비난을 받았다. 트랄랄레로 트랄랄라 영상의 가사에서 이탈리아어로 알라를 조롱하기 때문이다. 다만 일부 이탈리아 사용자들은 단순히 일반적인 신성모독일 뿐이라고 지적한다. 한편, 봄바르딜로 크로코딜로는 가자 학살을 가볍게 다룬다는 비판을 받았다. 일부 영상에서 이 캐릭터의 "폭격"이 가자 지구와 팔레스타인의 아이들을 대상으로 한다는 내용의 음성이 사용되었기 때문이다.
다른 브레인로트 오디오 밈에는 '신'(즉, 기독교의 신)에 대한 이탈리아어 신성모독인 '베스테미아(bestemmia)'가 포함되어 있다.

## 같이 보기
- 뻘글
- 유튜브 풉